# روالد أموندسين
روالد أموندسين (بالنرويجية البوكمول: Roald Amundsen)‏ (18 سبتمبر 1913 في النرويج - 29 مارس 1985 في النرويج) هو لاعب كرة قدم نرويجي في مركز الدفاع، شارك في كأس العالم 1938. وشارك مع منتخب النرويج لكرة القدم. أما مع النوادي، فقد لعب مع نادي ميوندالن.

## وصلات خارجية
- روالد أموندسين على موقع الاتحاد الدولي (مؤرشف)  (الإنجليزية)
- روالد أموندسين على موقع اتحاد النرويج (النرويجية)
- روالد أموندسين على موقع Soccerway.com (الإنجليزية)
- روالد أموندسين على موقع عالم كرة القدم.نت (الإنجليزية)